# NGC 1004
NGC 1004 ist eine elliptische Galaxie vom Hubble-Typ E1 im Sternbild Walfisch südlich der Ekliptik. Sie ist schätzungsweise 290 Millionen Lichtjahre von der Milchstraße entfernt und hat einen Durchmesser von etwa 120.000 Lichtjahren. 

Im selben Himmelsareal befinden sich u. a. die Galaxien NGC 1007, NGC 1008, NGC 1016, NGC 1019.
Das Objekt wurde am 1. Dezember 1880 vom französischen Astronomen Édouard Stephan entdeckt.